# Nemeai oroszlán

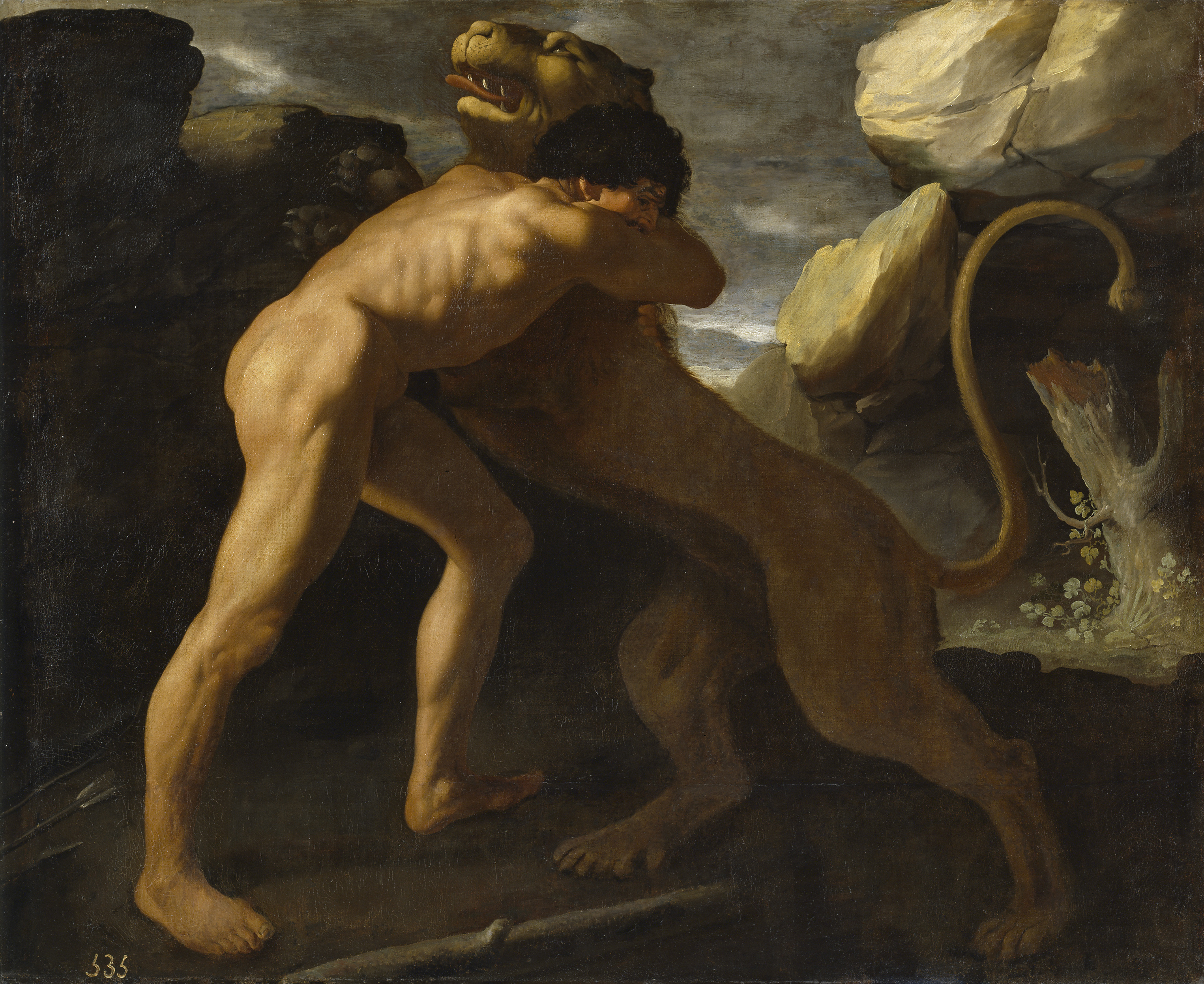
Héraklész küzdelme a Nemeai oroszlánnal Francisco de Zurbarán festményén

A nemeai oroszlán egy Nemea környékén élő gonosz szörnyeteg a görög mitológiában. Héraklész végzett vele az első feladata során. Az oroszlánt Tüphón és Ekhidna gyermekének tartják, de más elbeszélések szerint a holdról hullott alá, Zeusz és Szeléné ivadékaként. Harmadik lehetséges eredeteként a Khiméra szülöttének mondják.

## Az oroszlán megölése
Héraklész tizenkét feladatának első próbája volt a nemeai oroszlán legyőzése, s miután ezt végrehajtotta, a lenyúzott bőrét el kellett vinnie Tirünsz királyának, Eurüsztheusznak.
Az oroszlán rettegésben tartotta Nemea környékét, és bőrén nem hatolhatott át semmi, fegyver nem árthatott neki. Mikor Héraklész először mérkőzött meg vele, összes harci eszköze – íja és nyilai, saját maga által vágott olajfa-buzogánya és bronzkardja csődöt mondott. Bezavarta egy barlangba, amelynek két kijárata volt. Az egyik kijáratot eltorlaszolta, a másikon pedig behatolt. Rátámadt az állatra, kezét körülfonta a nyakán és addig fojtogatta míg meg nem fulladt.

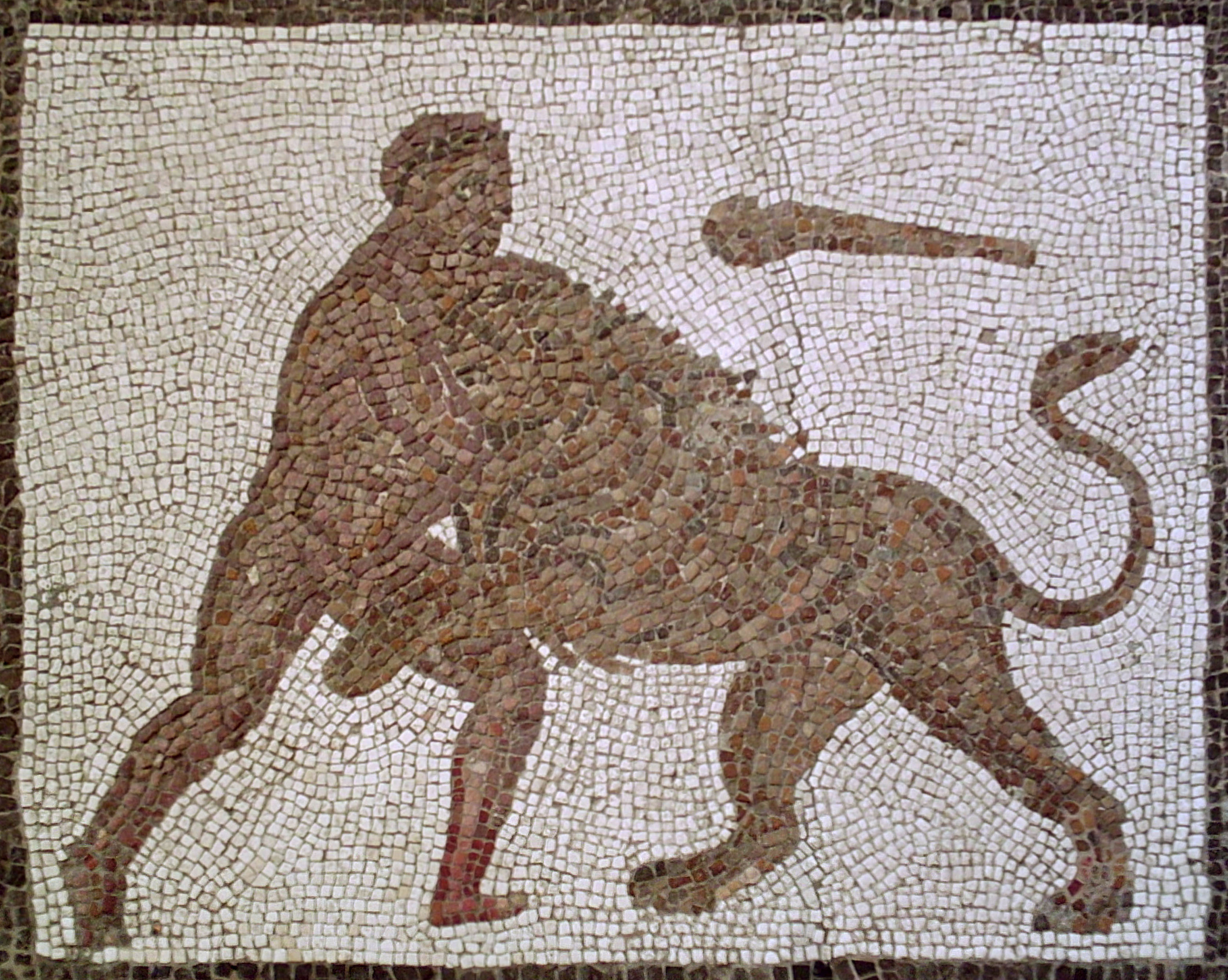
Római mozaik a spanyolországi Llíriában

Héraklész órákat töltött az oroszlán megnyúzásával, sikertelenül; fokozatosan töltötte el a düh, mivel úgy tűnt, nem tudja véghezvinni első feladatát. Pallasz Athéné egy vén szipirtyó formájában, volt az, aki rávezette a nagyerejű hőst arra, hogy a legmegfelelőbb eszköz az állat bőrének lenyúzására maga az állat karmai. Ezzel az apró isteni beavatkozással Zeusz fia teljesítette próbáját. Először a kleónai Molorkhoszhoz tért vissza, aki már éppen halotti áldozatot akart bemutatni Héraklész emlékére, majd elindult Mükénébe.
Ezt követően pajzsként hordta magán a sérthetetlen bőrt. Eurüsztheosz annyira megrémült Héraklész hatalmas erejétől, hogy egy föld alá rejtett rézhordóba bújt, valahányszor a városhoz érkezett a próbáit teljesítő hős, s csak futárán, Kopreuszon keresztül kommunikált vele.